# An der Stadlhütte
An der Stadlhütte ist eine Siedlung in der Stadtgemeinde Purkersdorf im Bezirk St. Pölten-Land in Niederösterreich.

## Geografie
Die Siedlung befindet sich im Wiental etwas unterhalb des Wienerwaldsees und knapp links des Wienflusses zwischen der Neuwirtshaussiedlung und der Richter-Minder-Siedlung, wo auch der Tullnerbach einmündet. Am 1. April 2020 umfasste die Siedlung 17 Gebäude.

## Toponymie
Die namensgebende Stadelhütte war das Haus mit der Nr. 1, ein ehemaliges Wirtshaus, das zugleich auch ein beliebter Belustigungsort der Wiener war.

## Geschichte
Schweickhardt beschrieb den an der Brücke über den Tullnerbach entstandenen Ort mit 12 Häusern, in denen 15 Familien lebten, die den Wald bewirtschafteten, aber auch Obstbau und Viehzucht betrieben und ihre Erzeugnisse, darunter Holz, Obst, Fleisch und Milch, bis nach Wien lieferten. Zudem befand sich am Tullnerbach eine Mahl- und Sägemühle. Im Jahr 1938 waren laut Adressbuch von Österreich in An der Stadlhütte ein Bäcker, zwei Gastwirte, ein Gemischtwarenhändler und einige Landwirte mit Direktvertrieb ansässig.